# Олд Мейн (Вайомингский университет)
Олд Мейн (англ. Old Main) — первое и самое старое сохранившееся здание в кампусе Университета Вайоминга в городе Ларами, штат Вайоминг.
В настоящее время в здании находится администрация университета, а само оно 11 июля 1986 года было внесено в Национальный реестр исторических мест США.

## История

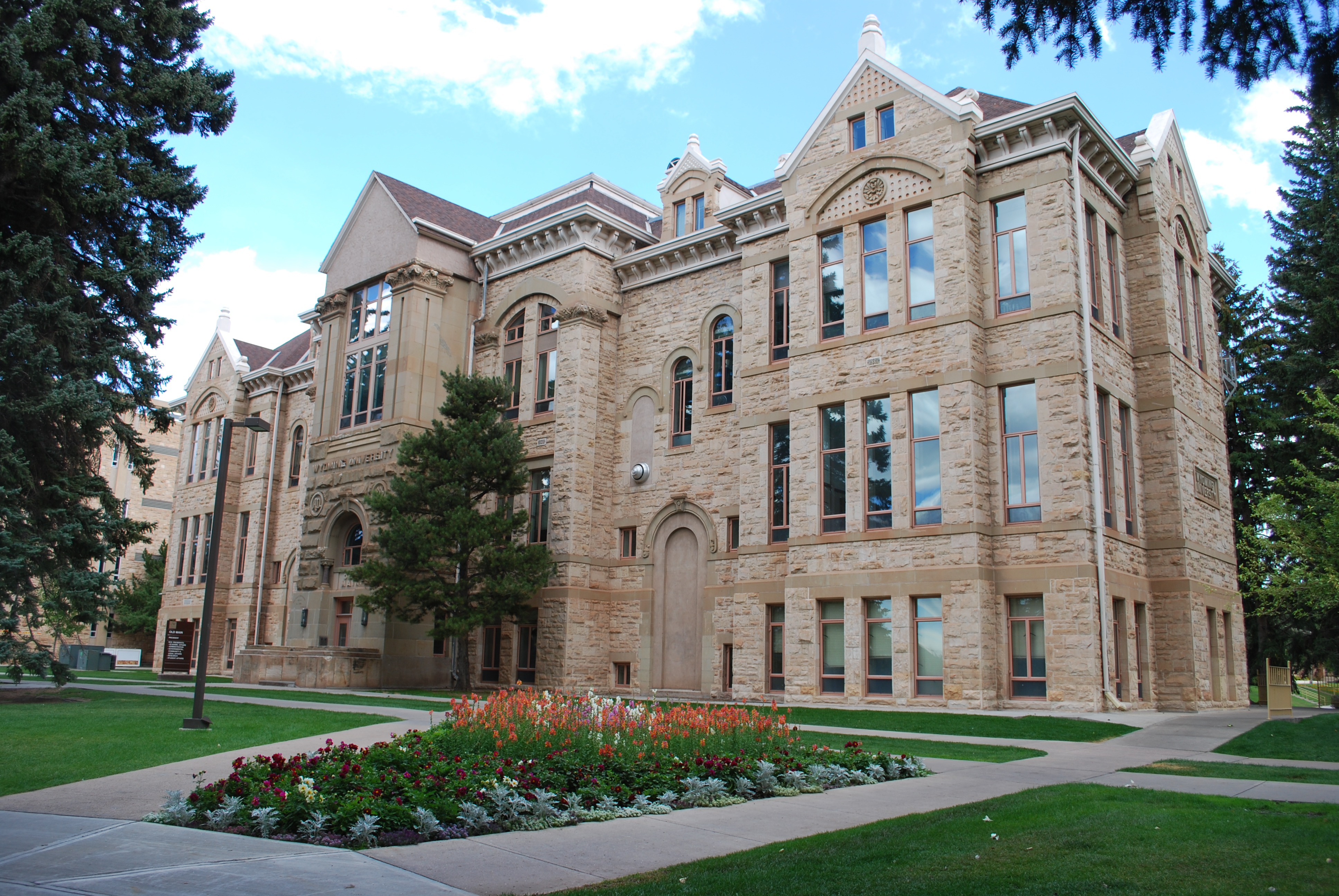
Олд Мейн в сентябре 2012 года

Олд Мейн был построен в результате законопроекта об университетах, принятого правительством Территории Вайоминг. Губернатор территории Фрэнсис Уоррен (Francis E. Warren) назначил трех жителей Ларами (Дж. Доннеллан, Лерой Грант и Роберт Марш) в комиссию по строительству, выделив из бюджета 50 000 долларов. Строительная комиссия заключила контракты с американским архитектором Фредериком Хейлом на проектирование и с компанией Cook and Callahan на строительство здания.
Здание было спроектировано в неороманском стиле, что отражено в осевой симметрии и прямоугольных формах. Основным строительным материалом стал необработанный песчаник, добытый к востоку от Ларами. В качестве отделочного материала использовался потсдамский песчаник, добытый в районе Роулинса. Этот камень с гладкой текстурой хорошо контрастирует с местным песчаником. Возвышающаяся в центральной части башня со шпилем стала фокусом сооружения и сигналом значимости здания.
Первый камень был заложен Масонским орденом 27 сентября Масонский орден заложил краеугольный камень 27 сентября 1886 года, строительство закончилось 1 сентября 1887 года. Занятия в учебном учреждении начались пятью днями позже — 6 сентября. Первоначально оно называлось Университетским корпусом (University Building), потому что в нём целиком размещался весь университет — здесь находились аудитории, лаборатории, библиотека, администрация и технический персонал. Двухэтажный зал здания на двух уровнях на 500 мест быстро стал развлекательным центром всего города Ларами.
Центральная башенка со шпилем были демонтированы в 1916 году из-за структурных проблем, что полностью изменило характер строения. После расширения всего университетского кампуса здание было переименовано в Language Building. Актовый зал был уменьшен в размерах во время ремонта 1936 года и полностью снесен в 1949 году. Эта реконструкция резко изменила интерьер здания — зал был заменен большой центральной лестницей и двумя этажами офисных помещений, которые используются до сих пор. После реконструкции 1949 года здание стало называться Old Main.
Вскоре после строительства Олд Мейна, в 1890 году штат Вайоминг присоединился к Соединенным Штатам Америки. Это здание оказало существенное влияние на направление архитектуры во всём университетском кампусе, что очевидно в позже построенных зданиях с использованием природного камня. Позже в строительстве университетских зданий используются современные технологии и материалы, в частности, стальные конструкции, но по-прежнему используется необработанный фасад из песчаника, что приводит к единому архитектурному стилю всего кампуса.